# فرانشيسكا بينولي
فرانشيسكا بينولي (ولدت في 26 أغسطس 1989 في تريست) لاعبة جمباز فنية ومدربة جمباز إيطالية شاركت في أول مسابقة دولية لها في عام 2003 متخصصة في منصة القفز، وأول رياضي إيطالي يفوز بلقب تخصص أوروبي فردي في عام 2005 بالإضافة إلى المركز الرابع بشكل عام في الفرق في بطولة العالم 2007 ، غير نشطة منذ عام 2012 بسبب إصابة في اليد، عملت كمدربة للجمباز منذ عام 2015 في ناديها المحلي.

## مسيرتها المهنية
بدأ حياته المهنية عام 1994 وهو في الخامسة من عمره في نادي أرتيستيكا 81 في تريست. وانضمت إلى الفريق التنافسي تحت إشراف الفنيين دييغو بيكار وتيريزا ماكري في عام 1997.